# Персидская Википедия
Перси́дская Википе́дия (перс. ویکی‌پدیای فارسی‎) — раздел Википедии на персидском языке (фарси).
Персидская Википедия была открыта в декабре 2003 года, и уже 16 декабря того же года количество статей в ней достигло тысячи.
Дальнейший рост:

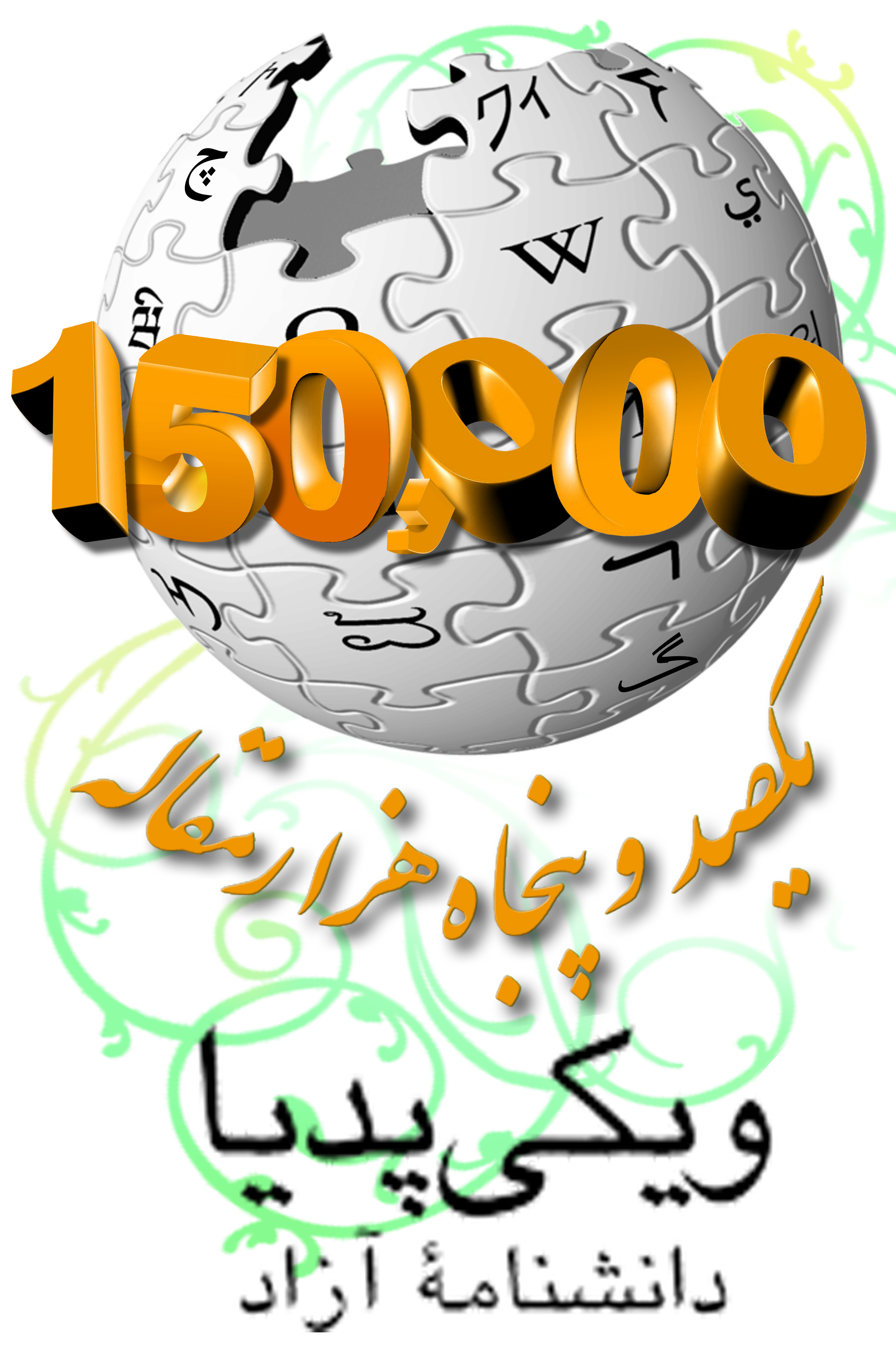
логотип после написания 150 000-й статьи

Логотип в честь 500 000-й статьи

- 18 февраля 2006 года — 10 000 статей.
- 31 октября 2008 года — 50 000 статей.
- 25 августа 2010 года — 100 000 статей.
- 22 мая 2011 года — 150 000 статей.
- 10 июля 2012 года — 200 000 статей.
- январь 2013 года — 250 000 статей.
- 19 февраля 2013 года — 300 000 статей.
- 18 июля 2014 года — 400 000 статей.
- 10 февраля 2015 года — 444 444 статей.
- 27 июля 2016 года — 500 000 статей.
- 24 марта 2018 года — 600 000 статей.
- 26 мая 2021 года — 800 000 статей.
- 13 апреля 2022 года — 900 000 статей.
- 22 апреля 2024 года — 1 000 000 статей.

## Статистика
По состоянию на 16 июля 2025 года персидский раздел Википедии содержит 1 046 142 статей. Зарегистрировано 1 405 797 участников, из них 6908 совершили какое-либо действие за последние 30 дней, 36 участников имеют статус администратора. Общее число правок составляет 42 153 814.
Четвёртый по числу статей среди разделов Википедии глубиной более 150, а также четвёртый по глубине среди разделов с числом статей более 400 000.
По статистике за первую четверть 2014 года, 89,0 % всех правок раздела был сделан редакторами из Ирана, 2,8 % из США, 2,3 % из Великобритании, 1,2 % Германии и 4,7 % из других стран.

## Галерея

Логотип на Новруз (21 марта 2015)
Логотип на Новруз (21 марта 2016)
Логотип на Новруз (21 марта 2017)
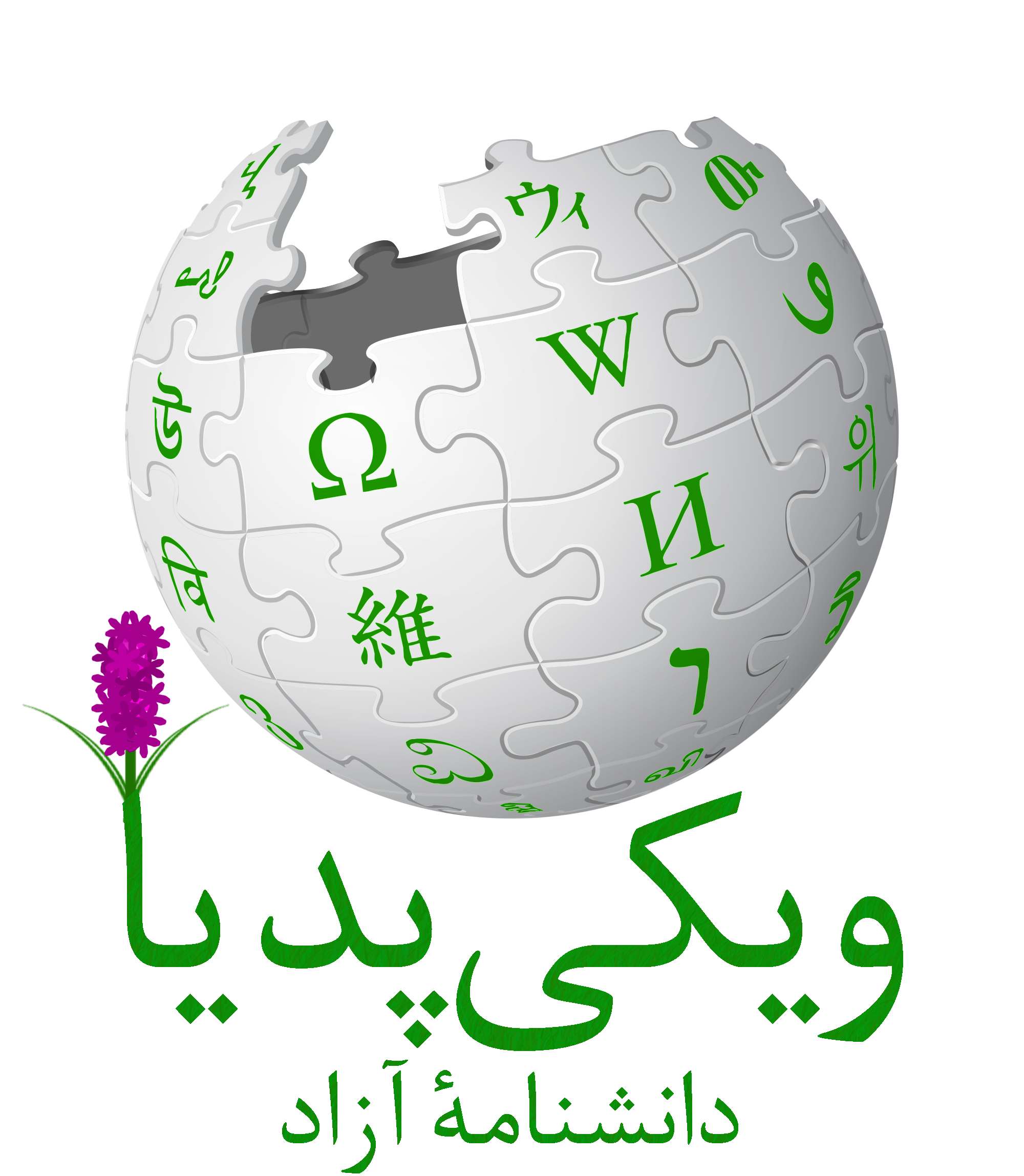
Логотип на Новруз (21 марта 2018)
Логотип на Новруз (21 марта 2019)